# Guarcino

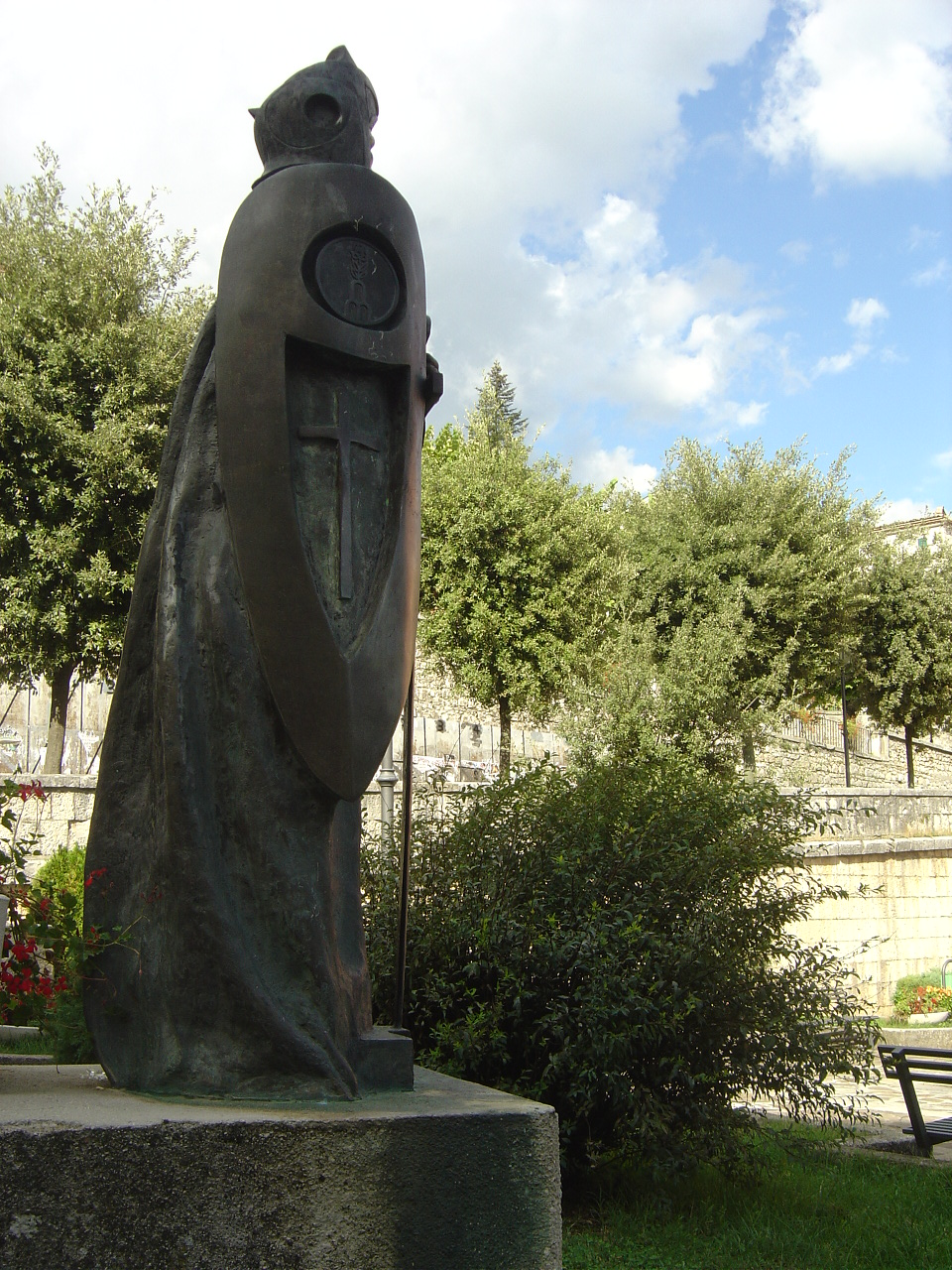
Statua di Bonetto Floridi (Crociato, XII-XIII secolo, settima o ottava crociata)

Guarcino è un comune italiano di 1 500 abitanti della provincia di Frosinone nel Lazio.

## Geografia fisica

### Territorio
Guarcino sorge a 680 metri di altezza sul livello del mare, su un costone dei monti Ernici. Nel suo territorio comunale si trovano le due sorgenti, Capo Cosa a 1.185 m., e Caporelle, a 934 m, da cui si origina il fiume Cosa, un piccolo affluente del fiume Sacco. Sempre nel territorio è compresa la località turistica montana, estiva e invernale, di Campocatino, sede di impianti di risalita e piste da sci.

### Clima
Classificazione climatica: zona E, 2272 GR/G

## Storia
Sorta intorno all'VIII secolo a.C., era l'antica Varcenum degli Ernici, strategicamente importante, anche in epoca romana, per il passaggio tra la valle dell'Aniene e la Valle del Cosa/Sacco ed è sempre stata conosciuta come località ricca di acque. Dopo la caduta dell'Impero romano d'Occidente per evitare le incursioni dei Longobardi prima e dei Saraceni poi si fortificò ed eresse attorno al nucleo abitato numerose Torri di avvistamento e segnalazione, visibili ancora oggi.
Nel medioevo fu sotto lo stato pontificio come Libero Comune. Ebbe notevole importanza durante il pontificato dei Pontefici Anagnini, Gregorio IX e Bonifacio VIII. Di quest'ultimo a Guarcino, in uno dei più antichi ed imponenti palazzi del paese, utilizzato come residenza di famiglia, ebbe i natali la madre, la nobildonna Emilia Conti.
Un duello importante, legato alla lunga lotta tra Papato ed Impero per le Investiture, avvenne sotto le mura di Guarcino nel 1186, tra un milite dell'esercito di Enrico VI (figlio di Federico Barbarossa) che aveva posto Guarcino in stato di assedio ed un cavaliere guarcinese di nome Malpensa. Quest'ultimo risultò vincitore del duello e salvò il paese dalla distruzione e dal saccheggio. Una notevole scultura bronzea nella piazza principale del paese (Piazza Umberto I) ricorda l'evento storico. Sempre nella piazza si trova la statua di Bonetto Floridi, nobile guarcinese del XII-XIII secolo, che prese parte all'ottava crociata come console e fu capitano delle milizie guarcinesi nella guerra tra Fiuggi e Guarcino, di cui quest'ultimo risultò vincitore.
Nel 1240 subì un attacco da Alatri, nel pieno della sua politica espansionista ai danni delle città confinanti.
Tra il 1870 ed il 1923, il circondario di Frosinone fu diviso in 12 mandamenti: Alatri, Anagni, Ceccano, Ceprano, Ferentino, Frosinone, Guarcino, Monte San Giovanni Campano, Paliano, Sonnino, Vallecorsa, Veroli.
Guarcino si trovava dunque come comune principale del mandamento che comprendeva oltre ad esso Anticoli di Campagna (l'attuale Fiuggi), Vico nel Lazio, Trevi nel Lazio, Trivigliano, Torre e Filettino.
L'isolamento e la bellezza selvaggia dei luoghi attrasse molti eremiti; tra questi San Benedetto che, nel suo viaggio da Subiaco a Montecassino, passò per Guarcino. Un altro eremita, Sant'Agnello, venne a Guarcino e si ritirò per ben sette anni in una grotta sui monti della cittadina, diventandone successivamente il Patrono. L'eremo, visitabile, è meta di passeggiate e ritiri spirituali, con una tradizionale processione ricorrente il 14 dicembre e l'ultima domenica di agosto.

## Monumenti e luoghi d'interesse
Il paese conserva nel centro storico elementi architettonici e decorativi di notevole rilevanza artistica, tipicamente medievali, come portali, bifore, trifore e mura in pietra viva.

### Architetture religiose
Collegiata di San Nicola
La Collegiata di San Nicola (1760), è stata recentemente restaurata. Rivestita da decorazioni tardo-barocche, contiene al suo interno numerose opere pittoriche tra le quali quella del Ranucci, della scuola del Cavalier d'Arpino, e del Balbi, oltre ad altre tele del ‘700. Di grande interesse artistico sono il soffitto in legno della sacrestia, il pulpito ed il coro dei canonici con la sedia episcopale. Al suo interno è conservata la magnifica statua del patrono Sant'Agnello.
Chiesa di San Michele Arcangelo
La chiesa di San Michele Arcangelo (risalente al periodo altomedievale e rifatta nel 1790), fu originariamente costruita sui resti di un Tempio dedicato al Dio Marte. Ha struttura ad unica navata e venne adattata nel 1587 per ospitarvi le monache benedettine. Nonostante sia stata rimaneggiata nel corso dei secoli XVI e XVII conserva una torre campanaria a vela del XII-XIII secolo, unica nel suo genere in tutto il Lazio, ancora funzionante. All'interno della chiesa si conservano molti affreschi del 1500-1600, altri di notevole interesse (1200) sono conservati nella cripta sottostante.
- Monastero benedettino di San Luca (che si suppone fondato da san Benedetto)
- Cripta di San Benedetto nei pressi dell'omonima porta
- Eremo di Sant'Agnello

### Architetture civili
- Centro storico con esempi di Architettura Medievale
- Palazzo Patrasso, dove ebbe i natali Emilia Conti madre di papa Bonifacio VIII
- Palazzo Tomassi del 1300 (del Cardinal Giacomo Tomassi cugino di Bonifacio VIII)
- Monumento a Malpensa (eroe guarcinese che nel 1186 umiliò in duello un milite teutonico di Enrico VI figlio del Barbarossa)
- Monumento a Bonetto Floridi (console guarcinese e milite crociato)

### Architetture militari
- Torri medievali di avvistamento e segnalazione (extra moenia)

### Aree naturali
Parco della Rimembranza

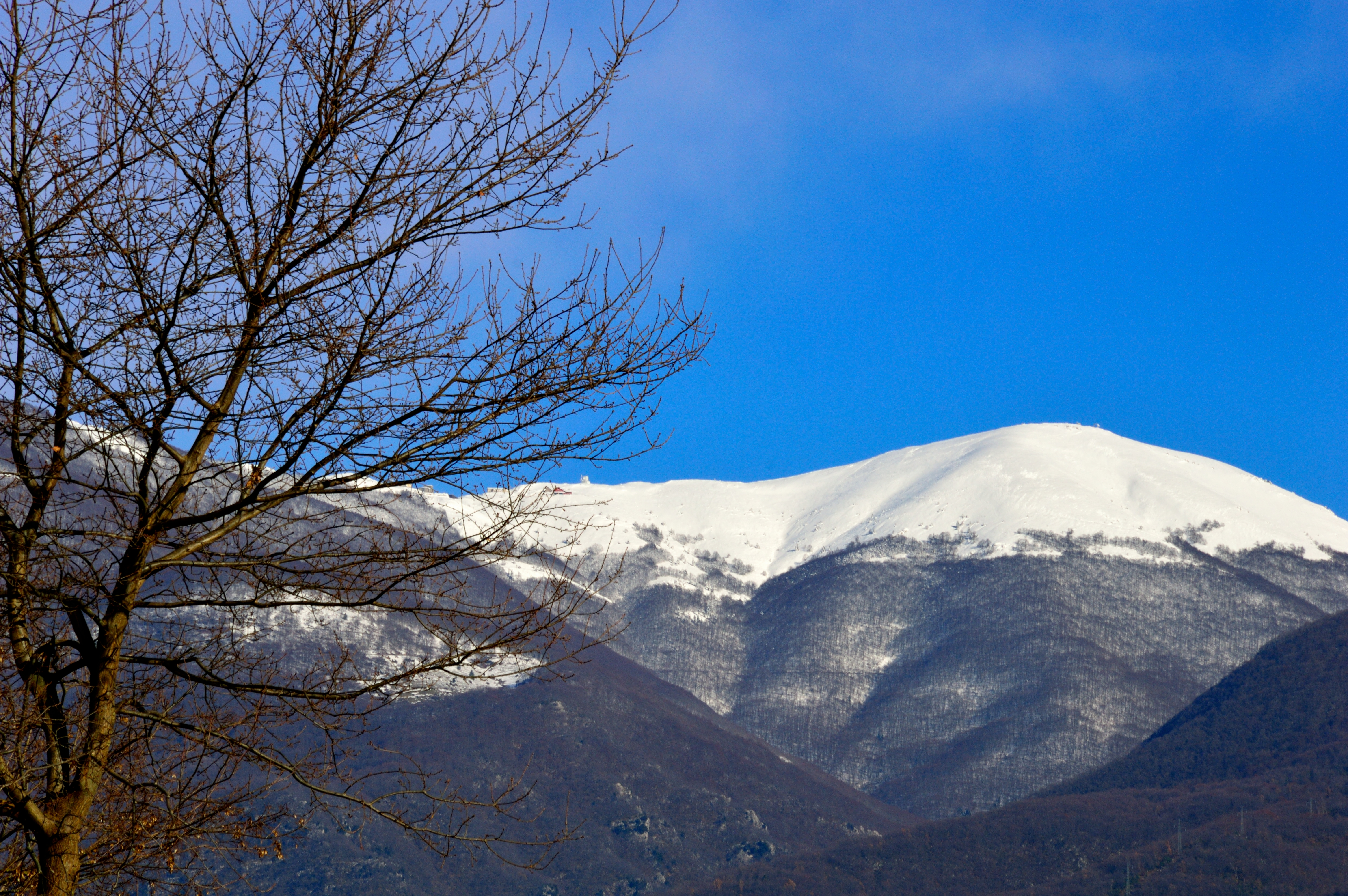
Veduta dei monti Simbruini

Immerso nel verde si trova il Parco della Rimembranza contenente al suo interno il Monumento in ricordo dei Caduti di tutte le Guerre.
Campocatino
La cittadina possiede un territorio di grande importanza naturalistica; alle sue spalle si innalza il massiccio di Campocatino, un altopiano a circa 1800 m di quota circondato da vette dei Monti Ernici che raggiungono e superano i 2000 metri di altitudine con possibilità di escursionismo e da cui si gode il panorama del basso Lazio fino al mar Tirreno, comprese le Isole Pontine. Il luogo, raggiungibile con una lunga salita, è sede di una stazione sciistica con una seggiovia e quattro skilift risultando molto frequentato in inverno ed estate dagli abitanti del frusinate, oltre ad essere un luogo tra i più nevosi dell'Appennino esposto direttamente alle correnti umide occidentali.
Abisso di Monte Vermicano
Si tratta di un sistema carsico molto complesso, accessibile solo a speleologi.

### Altro
- Cippi Confinari tra Stato Pontificio e Regno delle Due Sicilie sul crinale dei Monti Ernici
- Quattro Elementi, percorso di land art dello scultore Massimiliano Floridi

## Società

### Evoluzione demografica
Abitanti censiti

### Religione
- Chiesa cattolica: fa parte della diocesi di Anagni-Alatri.

## Cultura

### Istruzione

#### Ricerche
- Osservatorio astronomico di Campo Catino, attivo  dal 1987, tutelato con legge regionale dal 2000.

### Cucina
- Prosciutto di Guarcino, riconosciuto come prodotto agroalimentare tradizionale del Lazio, che può fregiarsi del marchio prosciutto D.O.P.;
- Amaretto di Guarcino, riconosciuto come prodotto agroalimentare tradizionale del Lazio;

## Economia
Tra le attività economiche più tradizionali vi sono quelle artigianali, come l'arte del legno, finalizzata al settore dell'arredamento, e in particolar modo alla produzione di sedie con caratteristiche campagnole.
Di seguito la tabella storica elaborata dall'Istat a tema Unità locali, intesa come numero di imprese attive, ed addetti, intesi come numero di addetti delle imprese locali attive (valori medi annui).
|           | 2015                  |                              |                            |                |                       |                     | 2014                  |                | 2013                  |                |
| --------- | --------------------- | ---------------------------- | -------------------------- | -------------- | --------------------- | ------------------- | --------------------- | -------------- | --------------------- | -------------- |
|           | Numero imprese attive | % Provinciale Imprese attive | % Regionale Imprese attive | Numero addetti | % Provinciale Addetti | % Regionale Addetti | Numero imprese attive | Numero addetti | Numero imprese attive | Numero addetti |
| Guarcino  | 65                    | 0,19%                        | 0,01%                      | 287            | 0,27%                 | 0,02%               | 69                    | 296            | 66                    | 299            |
| Frosinone | 33.605                |                              | 7,38%                      | 106.578        |                       | 6,92%               | 34.015                | 107.546        | 35.081                | 111.529        |
| Lazio     | 455.591               |                              |                            | 1.539.359      |                       |                     | 457.686               | 1.510.459      | 464.094               | 1.525.471      |

Nel 2015 le 65 imprese operanti nel territorio comunale, che rappresentavano lo 0,19% del totale provinciale (33.605 imprese attive), hanno occupato 287 addetti, lo 0,27% del dato provinciale; in media, ogni impresa nel 2015 ha occupato quattro addetti (4,42).

## Infrastrutture e trasporti

### Strade
Guarcino è collegata tramite la Strada regionale 411 Sublacense (SR411), già strada statale.

### Ferrovie
Dal 1917 al 1936 fu operativa la Stazione ferroviaria di Guarcino, capolinea della diramazione Vico nel Lazio-Guarcino (3,4 km), nell'ambito della ferrovia Roma-Fiuggi-Alatri-Frosinone allora gestita dalla Società per le Ferrovie Vicinali (SFV).

## Amministrazione
Nel 1927, a seguito del riordino delle circoscrizioni provinciali stabilito dal regio decreto n. 1 del 2 gennaio 1927, per volontà del governo fascista, quando venne istituita la provincia di Frosinone, Guarcino passò dalla provincia di Roma a quella di Frosinone.
| Periodo          | Periodo          | Primo cittadino  | Partito                        | Carica  | Note       |
| ---------------- | ---------------- | ---------------- | ------------------------------ | ------- | ---------- |
| 6 giugno 1993    | 19 novembre 1995 | Pietro Gori      | PSI                            | Sindaco |            |
| 20 novembre 1995 | 15 aprile 2000   | Luciano Morini   | Lista civica                   | Sindaco | I mandato  |
| 16 aprile 2000   | 5 aprile 2005    | Luciano Morini   | Lista civica                   | Sindaco | II mandato |
| 5 aprile 2005    | 28 marzo 2010    | Giuseppe Di Vico | Lista civica                   | Sindaco | I mandato  |
| 28 marzo 2010    | 2 maggio 2015    | Giuseppe Di Vico | Lista civica Guarcino Insieme  | Sindaco | II mandato |
| 2 maggio 2015    | In carica        | Urbano Restante  | lista civica Guarcino di tutti | Sindaco | I mandato  |

### Altre informazioni amministrative
- Fa parte della Comunità montana Monti Ernici

## Sport

### Calcio
La principale squadra di calcio della città è Sport Virtus Guarcino  che milita nei campionati dilenttantistici del Lazio.  

### Altri sport
- Guarcino ha una grande tradizione, sia maschile che femminile, tanto nella pallavolo, sport principale nelle estati guarcinesi anni 70 – 90, quanto, ovviamente, nello sci grazie alla vicina stazione sciistica di Campocatino.
- La città di Guarcino è sede di una tappa del Rally di Roma Capitale e di numerose altre gare automobilistiche.